# Illa Buckle
L'illa Buckle és una de les tres illes principals de les deshabitades illes Balleny, a l'oceà Antàrtic. Es troba 25 quilòmetres al nord-oest de l'illa Sturge i 8 quilòmetres al sud-est de l'illa Young, uns 110 quilòmetres al nord-nord-est del cap Belousov, a la terra ferma de l'Antàrtida. Fa uns 24 quilòmetres de llarg per 7,5 d'ample i s'eleva fins als 1.238 msnm.
L'illa té un origen volcànic. La darrera erupció va tenir lloc el 1899. És un dels tres volcans de l'Antàrtida on s'han observat erupcions, junt al mont Erebus i l'illa Decepción.
L'illa és reclamada per Nova Zelanda com a part de la Dependència de Ross, però la reclamació està subjecta a les disposicions del Tractat Antàrtic.